# 기장 해광사 대방광불화엄경 권제23
기장 해광사 대방광불화엄경 권제23(機張 海光寺 大方廣佛華嚴經 卷第23)는 부산광역시 기장군 기장읍에 있는 조선시대의 불경이다. 2012년 10월 30일 부산광역시의 유형문화재 제118호로 지정되었다.

## 개요
불가의 경전은 여러 형태로 전해져 왔는데, 역사적으로 볼 때 불교가 수입되던 초기에는 손으로 베껴 적은 필사의 형태로 전해졌으나, 이후 인쇄술이 발달하면서 목판본으로 대량 생산되어 널리 전해졌다.
우리나라에 현재까지 전하는 가장 오래된 사경은 신라 경덕왕 때 이루어진 『백지묵 서대방광불화엄경』(국보 제196호)이 있고, 고려 때는 물론이고 조선조에 이르러서도 사경은 지속적으로 이루어졌지만, 남아 전하는 사경의 수는 그렇게 많지 않다. 해광사에서 소장하고 있는 『대방광불화엄경 권제23』은 권자(卷子) 형태의 백지묵서 사경(白紙墨書 寫經)이다.
보통 사경의 말미에는 발원문을 적고 사경 시기와 관련 기록을 남기기 마련인데, 해광사 소장의 이 사경에는 그런 기록이 일체 남아있지 않아 제작연대를 정확하게 알 수 없는 점이 매우 아쉽다. 그러나 이 사경의 양식이나 다소 활달한 서체를 볼때 돈황 출토의 사경이나 신라 사경에서 느낄 수 있는 분위기가 남아 있고, 또한 지질이나 23장의 종이를 이어 붙여 제작한 형태 등에서는 고려 사경의 기본 형식을 볼 수 있다.
특히, 서체를 대조 분석해 본 결과 『신라백지묵서화엄경』과 『초조대장경』(1011~1031)의 서체와 아주 유사한 것으로 파악되는 점들을 종합해 볼 때, 이 사경이 제작된 시기는 늦어도 고려시대인 12~13세기 무렵으로 추정해 볼 수 있다.
해광사 소장의 백지묵서 사경은 제작연대가 명확하지는 않지만 제작연대가 오래된것이 분명하며, 또한 현재 전해 오는 권자본의 백지묵서 사경이 대단히 귀한 점을 고려할 때 불교사 연구 및 서지학적으로 매우 가치가 있는 문화재이다.

## 참고 자료
- 해광사 대방광불화엄경 권제23 - 국가유산청 국가유산포털